# 彼得·波斯皮希尔
彼得·波斯皮希尔（1944年4月24日—），斯洛伐克男子手球运动员。他曾代表捷克斯洛伐克国家队参加1972年夏季奥林匹克运动会手球比赛，获得一枚银牌。